# Phyllopetalia apollo
Phyllopetalia apollo – gatunek ważki z rodziny Austropetaliidae. Występuje na południowym zachodzie Ameryki Południowej. Przez wiele lat sądzono, że jest endemitem środkowej części Chile; Pessacq i Brand (2009) wykazali jednak, że występuje także na przyległym obszarze południowo-zachodniej Argentyny, jako pierwsi opisali też larwy tego gatunku.